# Guttenberg (New Jersey)
Guttenberg – miasto w Stanach Zjednoczonych, w stanie New Jersey, w hrabstwie Hudson. Według spisu ludności z roku 2010, w Guttenberg mieszka 11 176 mieszkańców.